# Zoológico de Edimburgo
El Zoológico de Edimburgo (en inglés: Edinburgh Zoo; Formalmente, Parque zoológico nacional escocés; Scottish National Zoological Park) es un parque zoológico de 82 acres (33 ha) sin fines de lucro ubicado en Edimburgo, la capital de Escocia al norte del Reino Unido. La misión del zoológico de Edimburgo es "emocionar e inspirar a nuestros visitantes con la maravilla de animales vivos, y así promover la conservación de especies y hábitats amenazados".
El espacio se encuentra en la colina Corstorphine, desde la cual se pueden obtener amplias vistas de la ciudad.
Como curiosidad, un pingüino de ese zoológico es comandante de Noruega, Nils Olav